# Prudencio de Aybar
Prudencio de Aybar fue un destacado Caballero y  conquistador. Nació en el Reino de Navarra y su familia  pertenecía a las doce  familias nobles  de Ricos hombres de Navarra, que datan del siglo XI, -según consta en el Libro de Armería del Reino de Navarra-.
Llegó a América,  con el grado de Capitán, y después de residir en la Villa Imperial de Potosí- Alto Perú-  con el alto cargo jerárquico de Acuñador Real de la Casa de la Moneda, paso  en el año 1650 a La Rioja-región del Tucumán, Argentina- donde fue designado Teniente de Gobernador de la jurisdicción. También allí realizó la tarea de conquistador al serle conferida la encomienda de Pituil. La merced de Pituil (viejo) estaba localizada al sur de la confluencia del río Bermejo (Colorado) con el río Abaucán.
Prudencio de Aybar organizó la merced construyendo acequias, aprovechando los cursos de agua, instaló un molino, crio ganado menor y mayor, progresando hasta conformar una rica y próspera explotación que luego heredaron sus descendientes.
Contrajo matrimonio con doña María Magdalena Bazán de Pedraza, distinguida dama,  hija del conquistador y terrateniente Juan Gregorio Bazán y de doña María Inés Gutiérrez de Rivera.
De esta unión nacieron los siguientes hijos:
1. Don Prudencio de Aybar y Bazán, Sargento Mayor de las Armas Riojanas. Tuvo actuación en la entrada al Chaco y fue Encomendero de Tinogasta, Azogasta , Asacala y sus anejos en el Tucumán, por cédula real.
2. Capitán Don Juan de Aybar, esposo de doña Juliana de Luna y Cárdenas- Vera y Aragón.
3. Licenciado Don José de Aybar, cura de Marapa, en la jurisdicción de Santiago del Estero.
4. Don Bartolomé de  Aybar, vecino de Tucumán.
5. Doña Damiana de Aybar, consorte del Sargento Mayor Juan de Castro y del Hoyo, propietarios de la gran estancia de Belén –Catamarca-